# Rajmund Ruben
Rajmund Ruben z Poitiers (ur. 1199, zm. 1221/1222) – książę Antiochii od 1216 do 1219, Rex Iunior Armenii od 1199 do 1221/1222.
Rajmund-Ruben był synem Rajmunda IV z Trypolisu (najstarszego syna Boemunda III) i jego żony Alicji, księżniczki armeńskiej. Został wykluczony z sukcesji na rzecz stryja – Boemunda IV. Zdołał opanować księstwo dzięki pomocy wuja – Leona II, króla Małej Armenii. Boemund IV odzyskał jednak władzę w Antiochii w 1219. 
Tuż przed rokiem 1210 Rajmund-Roupen ożenił się z Helwizą (Héloise) z Lusignan, córką Amalryka II, króla Cypru, i jego pierwszej żony Eschiwy z Ibelinu. Miał z nią dwie córki:
- Marię z Antiochii-Armenii, panią Toron (1215 - przed 1240), żonę Filipa de Montfort, pana Castres, Tyru i Toron (zm. 1270),
- Eschiwę z Antiochii (1216–1262), żonę Hetuma, pana Lampron (1220–1250).

Rajmund-Ruben postanowił walczyć o tron Małej Armenii, ale zginął w bitwie lub według innych źródeł zmarł w więzieniu.